# Балада Бастера Скраггса
«Балада Бастера Скраггса» (англ. The Ballad of Buster Scruggs) — американський кіноальманах Джоела та Ітана Коенів в жанрі вестерна, поставлений ними за власним сценарієм. Брати Коени також є співпродюсерами стрічки. Світова прем'єра фільму відбулася 31 серпня 2018 року на 75-му Венеційському міжнародному кінофестивалі, де він брав участь в основній конкурсній програмі У січні 2019 року фільм був номінований на 91-шу премію Американської кіноакадемії «Оскар» у 3-х категоріях, проте не отримав нагород .

## Сюжет
Шість частин по-різному показують історію дикого краю. «Балада Бастера Скраггса» розповідає історію про співаючого влу́чливого стрільця. У частині «Під Алгодонесом» грабіжник банків отримує те, чого хотів, а потім і ще дещо. «Талон на харчування» —  це похмура історія про двох утомлених подорожуючих артистів. «Увесь Голд-каньйон» — це історія про старого золотошукача. А «Дівчина, яка злякалася» — це історія про те, як жінка знаходить неочікувані любовні зобов'язання, забезпечена неабиякою дозою їдкої життєвої іронії. І, нарешті, шоста частина — «Рештки» — це історія про те, як леді вершить суд над строкатою командою незнайомців, які здійснюють свою останню поїздку в кареті.

## У ролях
Балада Бастера Скраггса
| • Тім Блейк Нельсон | … | Бастер Скраггс   |
| • Віллі Вотсон      | … | Малюк            |
| • Девід Крамхолц    | … | француз в салуні |
| • Кленсі Браун      | … | Гарлі Джо        |
| • Денні МакКарті    | … | брат Гарлі Джо   |
| • Алехандро Патіно  | … | бармен           |

Під Алгодонесом
| • Джеймс Франко | … | ковбой           |
| • Стівен Рут    | … | банкір           |
| • Ральф Айнесон | … | людина в чорному |
| • Джессі Лукен  | … | погонич          |

Талон на харчування
| • Ліам Нісон    | … | імпресаріо         |
| • Гаррі Меллінг | … | артист             |
| • Пол Рей       | … | курячий імпресаріо |

Увесь Голд-Каньйон
| • Том Вейтс  | … | золотошукач |
| • Сем Діллон | … | юнак        |

Дівчина, яка злякалася
| • Зої Казан       | … | Еліс Лонгабо    |
| • Білл Гек        | … | Біллі Непп      |
| • Грейнджер Гайнс | … | містер Артур    |
| • Джефферсон Мейз | … | Гілберт Лонгабо |
| • Ітан Дубін      | … | Метт            |

Рештки
| • Тайн Дейлі     | … | леді      |
| • Брендан Глісон | … | ірландець |
| • Джонджо О'Ніл  | … | англієць  |
| • Сол Рубінек    | … | француз   |
| • Челсі Росс     | … | трапер    |

## Знімальна група
- Автор сценарію — Джоел та Ітан Коени
- Режисер-постановник — Джоел та Ітан Коени
- Продюсери — Ітан Коен, Джоел Коен, Меган Еллісон, Сью Нейгл
- Оператор — Бруно Дельбоннель
- Композитор — Картер Беруелл
- Монтаж — Родерік Джейнс
- Художник-постановник — Джесс Гончор
- Художники-костюмери — Мері Зофріс, Ненсф Гей
- Артдиректори — Стів Крістенсен, Крис Фармер
- Звук — Скіп Лівсей
- Підбір акторів — Еллен Ченове
- Спеціальні ефекти — Алекс Лемке, Майкл Губер

## Виробництво
Джоел та Ітан Коени оголосили про проект у січні 2017 року, як про спільну роботу з Annapurna Pictures. Він замислювався як шестисерійний телевізійний міні-серіал, який мав бути повністю зрежисований Коенами. Упродовж 2017 року й на початку 2018-го Джеймс Франко, Зої Казан, Тайн  Дейлі, Віллі Вотсон, Ральф Айнесон, Тім Блейк Нельсон, Стівен Рут, Ліам Нісон та Брендан Глісон увійшли до акторського складу фільму.
«Балада Бастера Скраггса» частково знята в області виступу Небраски, а виклики на розподіл ролей виходили для «звичайних» небраскців, які повинні були виглядати як додатково оплачувані ролі. Також певна частина зйомок проходила в Нью-Мексико, місці де брати Коени знімали «Старим тут не місце» і «Справжню мужність».
У липні 2018 року повідомлялося, що мінісеріал був перероблений в єдиний повнометражний фільм, що зберігає при цьому своє антологічне зчеплення.

## Нагороди та номінації
| Список нагород та номінацій                 | Список нагород та номінацій | Список нагород та номінацій           | Список нагород та номінацій                | Список нагород та номінацій | Список нагород та номінацій |
| Кінофестиваль/Кінопремія                    | Рік                         | Категорія                             | Номінант(и)                                | Результат                   | Дж                          |
| ------------------------------------------- | --------------------------- | ------------------------------------- | ------------------------------------------ | --------------------------- | --------------------------- |
| 75-й Венеційський міжнародний кінофестиваль | 2018                        | Золотий лев                           | Балада Бастера Скраггса                    | Номінація                   |                             |
| 75-й Венеційський міжнародний кінофестиваль | 2018                        | «Золоті Озелли» за найкращий сценарій | Джоел та Ітан Коени                        | Перемога                    | [ 13 ] [ 14 ]               |
| Премія БАФТА                                | 10.02.2019                  | Найкращий дизайн костюмів             | Мері Зофріс                                | Номінація                   | [ 15 ]                      |
| Премія «Оскар»                              | 24.02.2019                  | Найкращий адаптований сценарій        | Ітан Коен, Джоел Коен                      | Номінація                   | [ 3 ]                       |
| Премія «Оскар»                              | 24.02.2019                  | Найкраща пісня                        | «When a cowboy trades his spurs for wings» | Номінація                   | [ 3 ]                       |
| Премія «Оскар»                              | 24.02.2019                  | Найкращий дизайн костюмів             | Мері Зофріс                                | Номінація                   | [ 3 ]                       |